# 地下长城
地下长城是中华人民共和国用于储存和运输机动洲际弹道导弹的庞大隧道系统的非正式名称。由于隧道高度保密，有关它们的信息很少公开。 然而，据信隧道允许移动洲际弹道导弹穿梭到不同的发射井，并可能储存在加固的地下掩体中。 这大大提高了洲际弹道导弹在直接核打击中的生存机会，这使得它们能够在第二次打击中使用，这与基于静态核发射井的洲际弹道导弹通常无法在直接核攻击中幸存下来不同。
由Phillip Karber领导的乔治城大学团队撰写的一份报告进行了一项为期三年的研究，绘制了中国复杂的隧道系统，该系统绵延5,000（3,100英里）。 该报告确定，中国核武库的规模被低估了，隧道网络中可能储存了多达3000枚核弹头。这种假设的最大储存或基地容量以及卡伯自己误解的裂变生产建议，导致西方媒体声称该设施中实际上有3,000枚弹头。 卡伯的研究继续指出，隧道不太可能被B61-11等常规或低当量的探地核武器所破坏。